# .py
.py ist die länderspezifische Top-Level-Domain (ccTLD) des Staates Paraguay. Sie wurde am 12. Juni 1997 eingeführt und wird vom Centro Nacional de Computación der Universidad Nacional de Asunción verwaltet.

## Eigenschaften
Die Endung gehört zu den sogenannten restricted domains, die nur an Personen und Unternehmen mit einem Wohnsitz respektive einer Niederlassung im Land vergeben werden. Ersatzweise kann eine .py-Domain auch dann registriert werden, sofern die anmeldende Organisation in Paraguay gegründet wurde oder der Inhaber zumindest einen bevollmächtigten Vertreter vor Ort benennt. Insgesamt darf eine .py-Domain zwischen zwei und 63 Zeichen lang sein und nur alphanumerische Zeichen beinhalten sowie Bindestriche, jedoch nicht an erster oder letzter sowie dritter und vierter Stelle.
Seit Jahren kollidiert die Top-Level-Domain mit Bemühungen der russischen Vergabestelle, eine kyrillische Variante von .ru einzuführen, deren Schreibweise große Ähnlichkeit mit .py hätte. Die ICANN hat das Vorhaben daher immer wieder abgelehnt.